# Flabellobasis
Flabellobasis is een geslacht van vlinders van de familie snuitmotten (Pyralidae).

## Soorten
- F. capensis (Hampson, 1901)
- F. montana Balinsky, 1991